# Mesógi
Mesógi är en ort i Cypern.   Den ligger i distriktet Eparchía Páfou, i den västra delen av landet, 90 km väster om huvudstaden Nicosia. Mesógi ligger 327 meter över havet och antalet invånare är 1 249. Den ligger på ön Cypern.
Terrängen runt Mesógi är kuperad åt nordost, men åt sydväst är den platt. Trakten runt Mesógi är ganska glesbefolkad, med 25 invånare per kvadratkilometer. Närmaste större samhälle är Pafos, 5,2 km sydväst om Mesógi. Trakten runt Mesógi består till största delen av jordbruksmark.